# Matematiker
En matematiker er en person, som undersøger hvordan matematikken fungerer. Dette kan enten ske ved at lave nye matematiske beviser eller ved at fremlægge nye teorier. I dag har en matematiker typisk en akademisk grad i matematik, men der findes tilfælde i historien med personer, som har været selvlærte.

## Danske matematikere
- Niels Henrik Abel (norsk)
- Erik Sparre Andersen
- Christian Berg
- Harald Bohr
- Svend Bundgaard
- Werner Fenchel
- Bent Fuglede
- Uffe Haagerup
- Vagn Lundsgaard Hansen
- Poul Heegaard
- Johannes Hjelmslev
- J.L.W.V. Jensen
- Børge Jessen
- Søren Johansen
- Jesper Lützen
- Ib Madsen
- Nicolaus Mercator (holstensk)
- Georg Mohr
- Johannes Mollerup
- Jakob Nielsen
- Niels Nielsen
- N.E. Nørlund
- Gert Kjærgård Pedersen
- Julius Petersen
- Georg Rasch (en)
- Jan Philip Solovej
- Johan Frederik Steffensen
- Carsten Thomassen
- Hans Tornehave
- Caspar Wessel (norsk)
- Carl Winsløw
- Hieronymus Georg Zeuthen

## Udenlandske matematikere
- Charles Babbage
- Georg Cantor
- Leonhard Euler
- Abraham Fraenkel
- Carl Friedrich Gauss
- Sophie Germain
- Kurt Gödel
- Sir William Hamilton
- David Hilbert
- Edward Kofler
- Sofja Kovalevskaja
- Pierre-Simon Laplace
- Gottfried Wilhelm von Leibniz
- John Forbes Nash
- John von Neumann
- Sir Isaac Newton
- Blaise Pascal
- Sir Roger Penrose
- Alan Turing
- John Venn
- Norbert Wiener
- Ernst Zermelo

## Klassiske matematikere
- Arkimedes
- Euklid
- Pythagoras